# Roztěž
Roztěž je malá vesnice, část obce Vidice v okrese Kutná Hora. Nachází se asi 2,5 kilometru východně od Vidic a sedm kilometrů jihozápadně od Kutné Hory. V údolí jižně od vesnice protéká potok Švadlenka, který je levostranným přítokem říčky Vrchlice.
Roztěž je také název katastrálního území o rozloze 5,02 km². V katastrálním území Roztěž leží i Nová Lhota a místo, kde se nacházela Stará Lhota.

## Název
Název vesnice Roztěž nejspíše souvisí s označením roztažený, snad ve významu roztažený dvůr. V historických pramenech se jméno vsi objevuje ve tvarech: „in villa Roztiezi“ (1391), in Roztyezy (1391), Roztiez (1410), Roztiež (1535), Roztiez (1562), Rostierž (1787) nebo Rosteř a Rozdeř (1843).

## Historie
První písemná zmínka o Roztěži pochází z roku 1391, kdy byla vesnice uvedena jako odúmrť po Ješkovi z Roztěže. Jeho část vsi poté vlastnil jakýsi křižovník Ctibor, ale druhá část patřila Štěpánovi z Roztěže (1396) a Rynartovi z Roztěže (1401). V patnáctém století se vesnice stala součástí malešovského panství.

## Pamětihodnosti
- V místech středověké tvrze nechal Jan Špork založit roztěžský zámek, který se od té doby stal vrchnostenským sídlem malešovského panství. Dochovaná podoba zámku pochází z historizující přestavby podle projektu Leopolda Bauera ze začátku dvacátého století.[4] Od roku 2001 zámek jako soukromé sídlo vlastní Terry Gou, pro kterého jej spravuje společnost Casa Serena.[5] U zámku založil také golfové hřiště navržené ateliérem European Golf Design a Sommerfeld AG design. Hřiště leží na ploše sta hektarů, víceméně ve všech směrech od středu vesnice. Měří 6 364 metrů a má par 71. V letech 2008–2011 se zde konal mezinárodní golfový turnaj Casa Serena Open, součást European PGA Senior Tour.[6]
- Obora Švadlenka se rozkládá v lesích za zámkem Roztěž, jihozápadně a západně od obce (po obou stranách silnice z Roztěže ke křižovatce se silnicí II/327). Má výměru 143 hektarů, chovanou zvěří je jelen a daněk.[7]
- Kaple Panny Marie stojí severně od vesnice u silnice směrem k Nové Lhotě, v lokalitě Lázně.[8]
- Severně od kaple stojí lázeňský dům s restaurací.[9]

## Fotogalerie

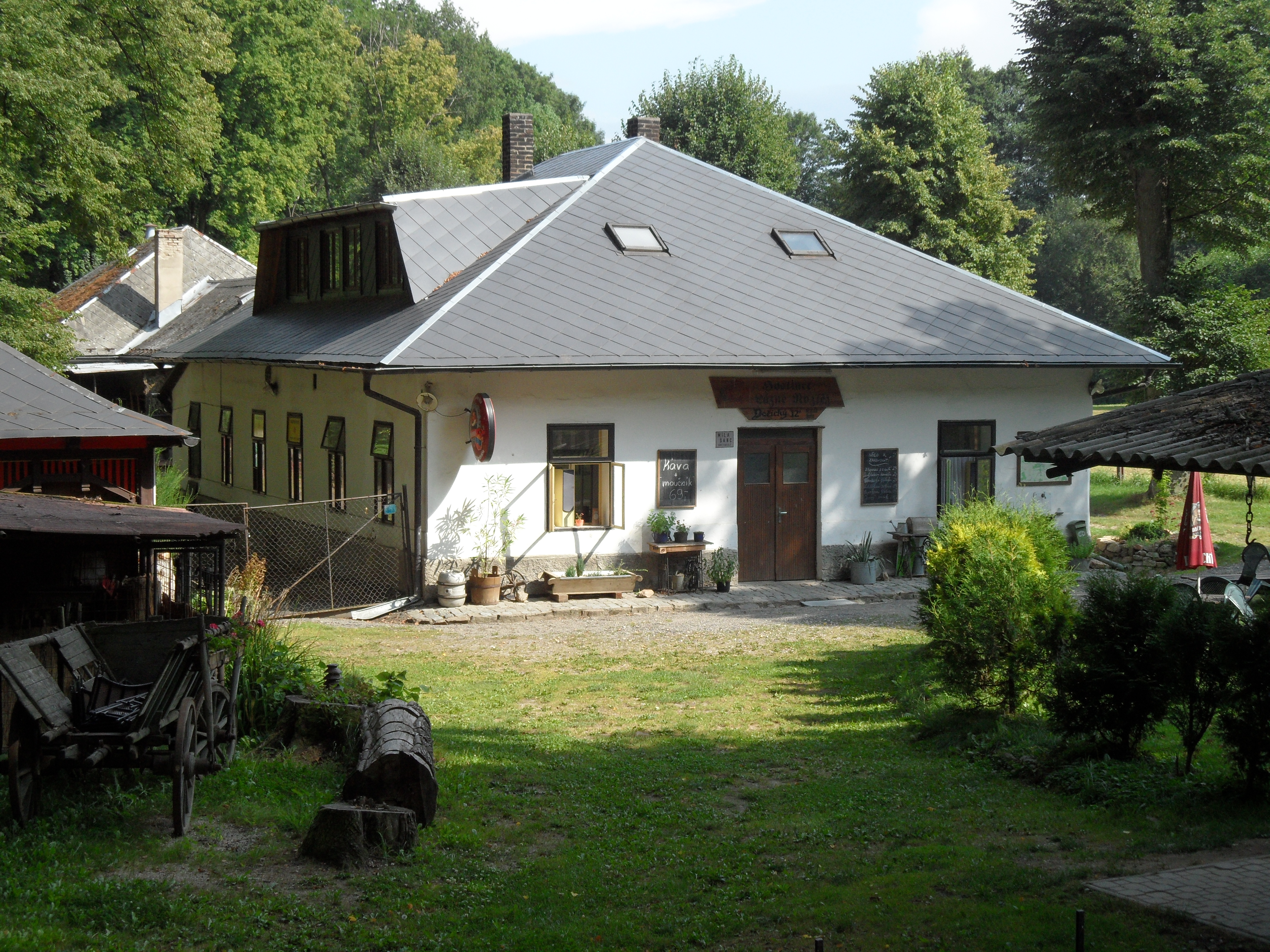
Bývalé lázně, nyní restaurace
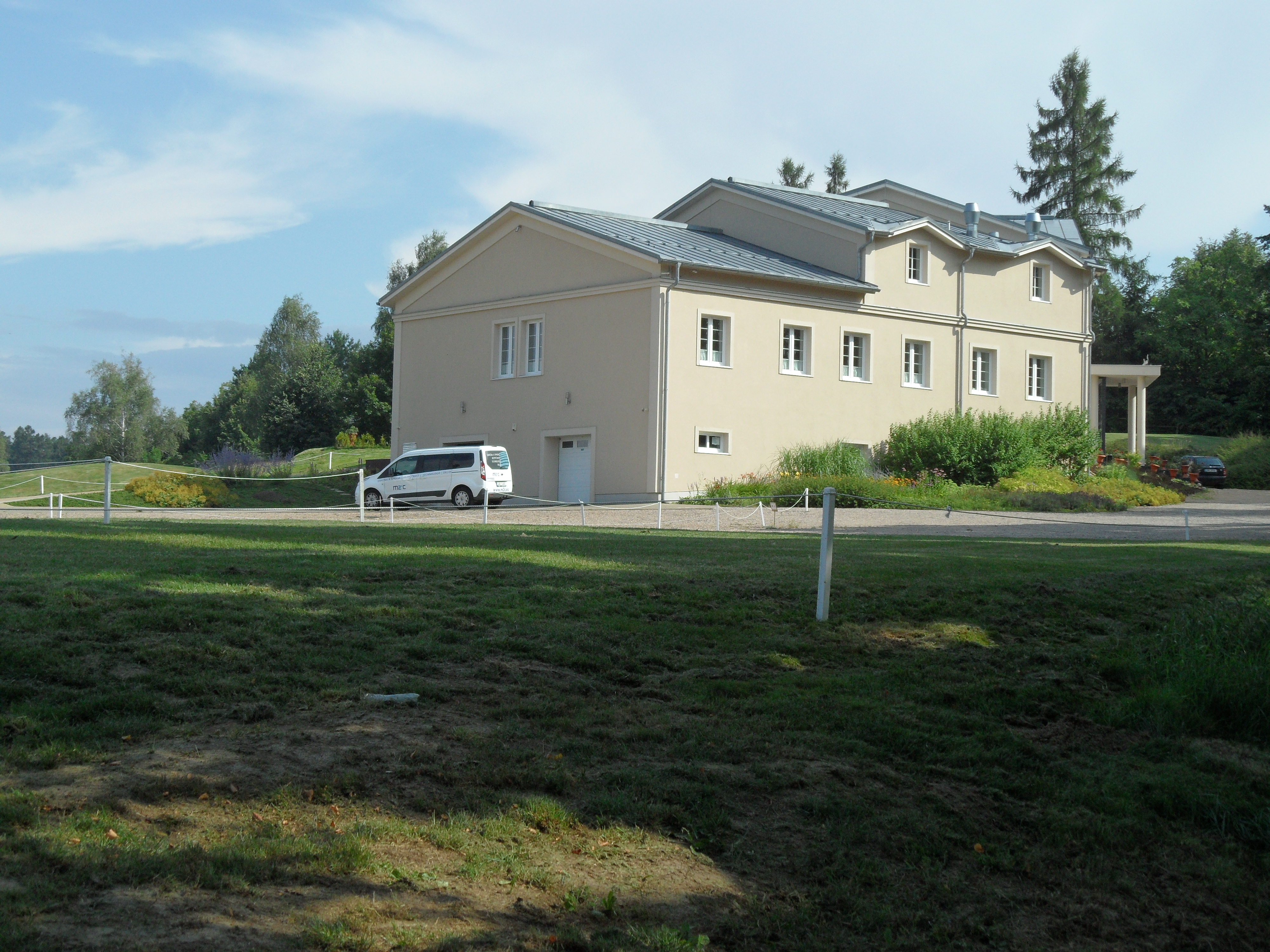
Golfové hřiště s klubovnou
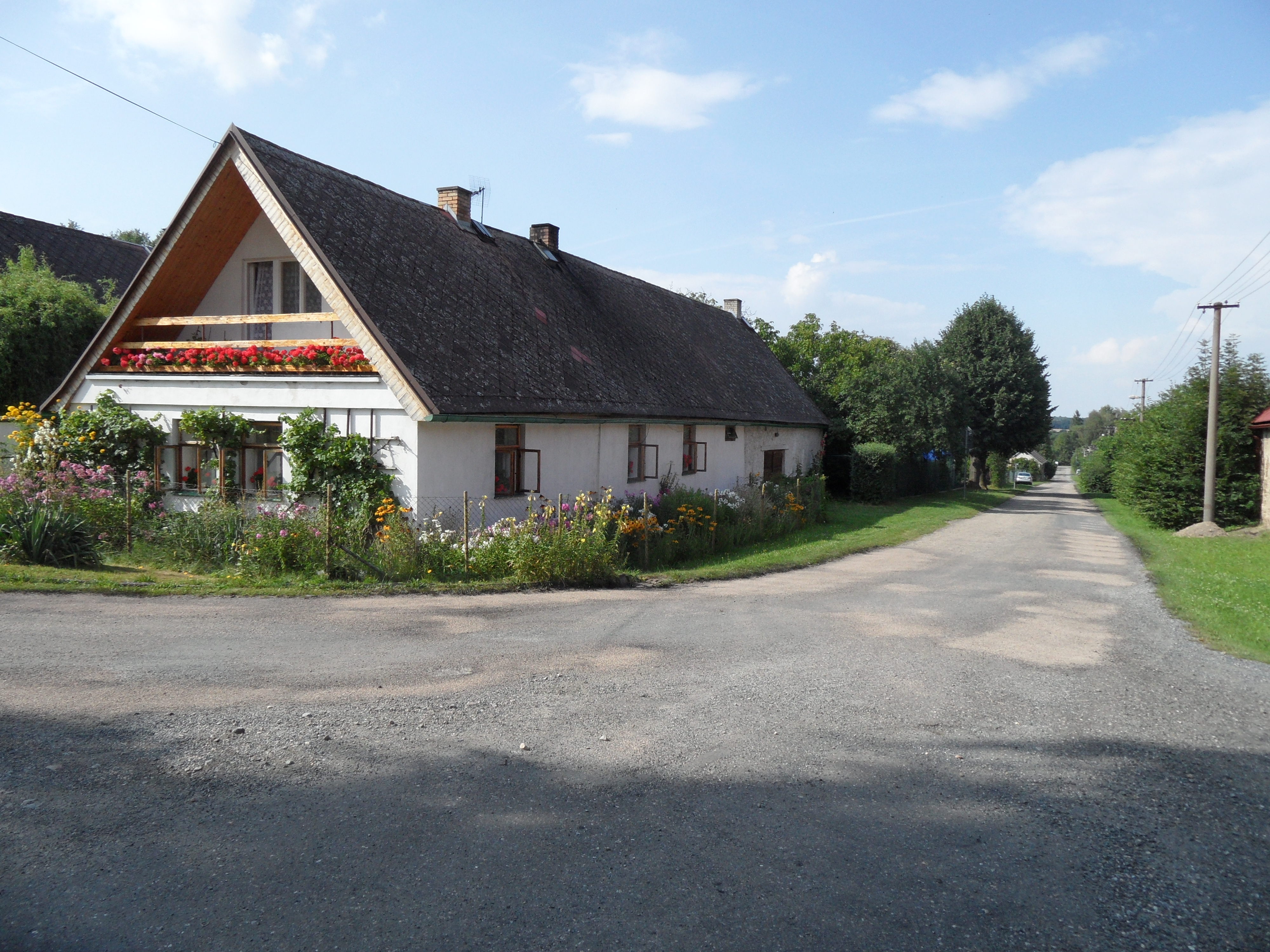
Rodinný dům u křižovatky
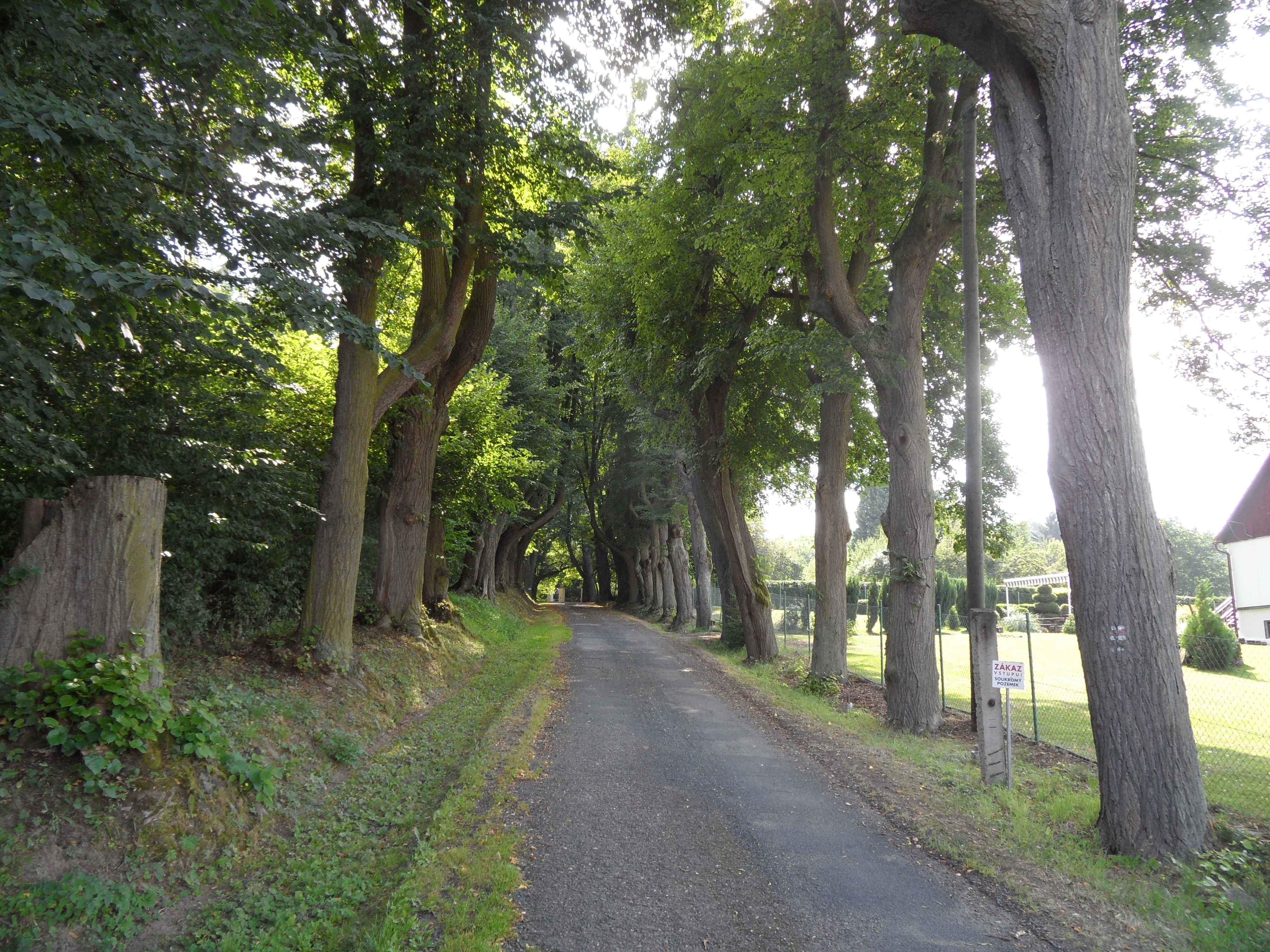
Alej k zámku
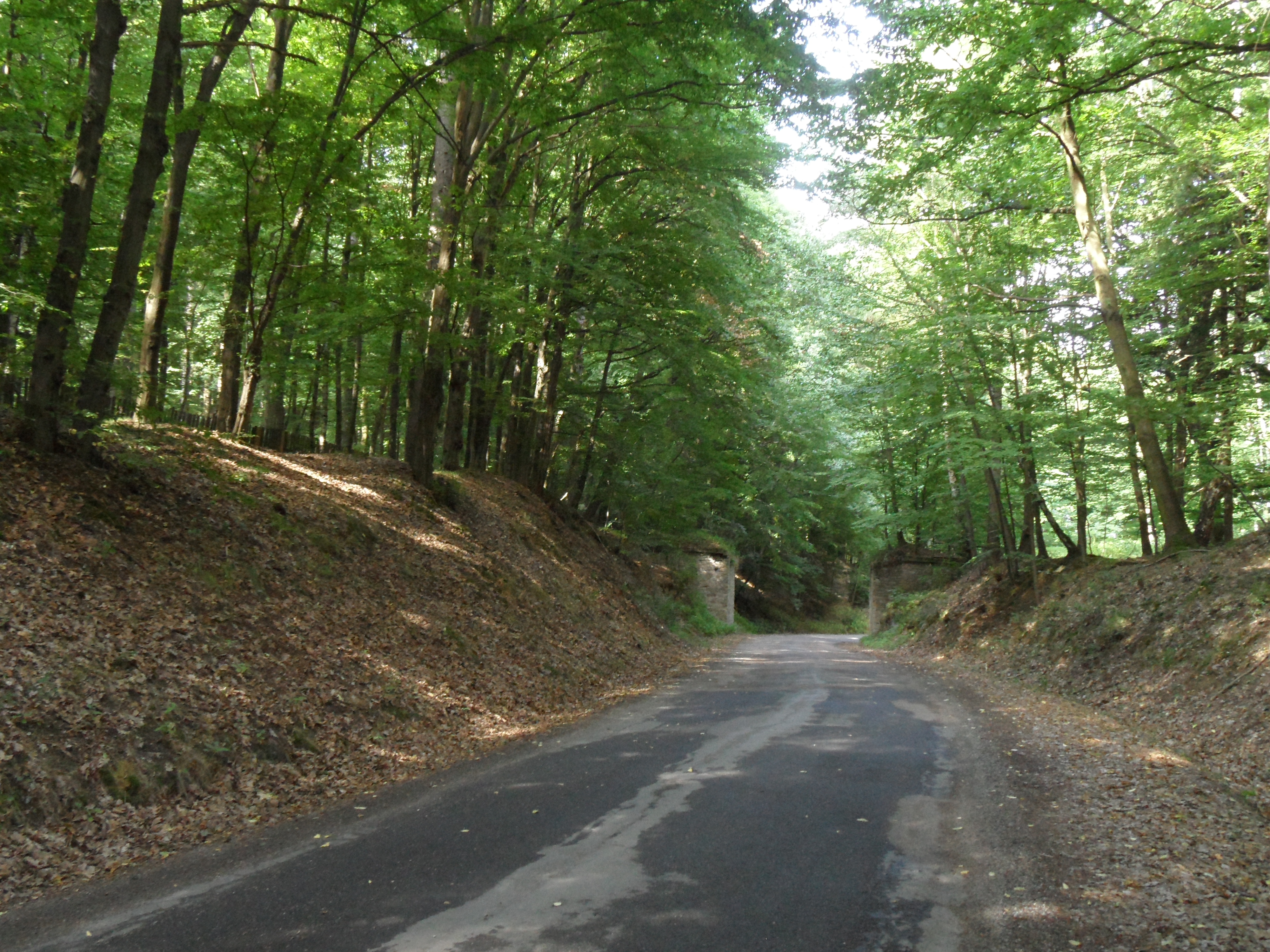
Obora Švadlenka